# Saint-Rome
Saint-Rome è un comune francese di 59 abitanti situato nel dipartimento dell'Alta Garonna nella regione dell'Occitania.

## Società

### Evoluzione demografica
Abitanti censiti